# Julien Bam
Julien Bam (* 23. November 1988 in Aachen als Julien Zheng Zheng Kho Budorovits) ist ein deutscher Webvideoproduzent, Sänger, Synchronsprecher, Filmemacher und Podcaster. 2022 überholte die Anzahl der Abonnenten seines YouTube-Kanals diejenige von Bianca Heinicke, seitdem ist er von allen YouTubern mit deutschsprachigen Kanälen derjenige mit den meisten Abonnenten.

## Leben
Julien Bam wurde in Aachen geboren, lebte aber auch in Singapur, dem Geburtsort seiner Mutter Mui-Leng, die ihrerseits auch chinesische und indonesische Wurzeln hat. Mittlerweile lebt er wieder dauerhaft in Aachen, wo er 2008 an der Viktoriaschule das Abitur machte. Sein Vater hat Wurzeln in Tschechien, Rumänien und Russland. Bams Bruder Shawn Bu ist ebenfalls Webvideoproduzent.

### Die ersten Jahre im Internet
In seinen Videos gibt er mehrfach an, dass er sich seine Fähigkeiten in Fotografie und Filmtechnik selbst angeeignet hat.
Julien Bam ist ein Breakdance-Tänzer, was er oftmals in seinen Videos zeigt. Drei Jahre lang gab er Tanzunterricht, den er aber zugunsten seiner Webvideos einstellte. Hinter der Kamera war er Teil der Got-to-Dance-Crew.
Ab 2011 war er Teil des vierköpfigen Aachener Kurzfilmkanals JuBaFilms. Hier produzierte er u. a. zusammen mit Gong Bao und Michael Hilli Kurzfilme, die Tanzchoreographien in Rahmengeschichten einwoben.
Das erste Video auf seinem eigenen Kanal veröffentlichte er am 19. Februar 2012. Die auf dem Hauptkanal „Julien Bam“ veröffentlichten Videos verwendeten häufig Spezialeffekte, Trickshots, Kettenreaktionen und Tänze, sowie Parodien zum Zeitgeist, wie Mitte 2017 einen Filmtrailer zu Fidget Spinnern.
2014 nahm er mit Simon Unge, Felix von der Laden und Cheng Loew an einer vierzigtägigen Longboard-Tour teil. Es wurden über 1000 Kilometer durch Deutschland zurückgelegt. 2015 wurde Bam für sein Video Most Epic Dance-Moves mit der 1 Live Krone ausgezeichnet. Im Clip bietet er mit Joon Kim, der ebenfalls YouTuber ist, diverse Tanzstile dar.

### Erfolg auf Youtube und neue Tätigkeiten
2016 gewann Bam den Deutschen Webvideopreis in der Kategorie Person of the Year Male. Auch 2016 gewann Julien Bam wieder die 1Live Krone. 2016 war er bei den Kids Choice Awards in der Kategorie „Lieblings-Videoblogger: Deutschland, Österreich und Schweiz“ nominiert, diesen gewann allerdings Dagi Bee. Im Februar 2017 wurde er in der gleichen Kategorie erneut nominiert.
Im selben Monat war er für die nordrhein-westfälische SPD Mitglied bei der 16. deutschen Bundesversammlung zur Wahl des Bundespräsidenten.
Für den Film Ich – Einfach unverbesserlich 3 synchronisierte er 2017 die Stimme des Roboters Clive. Noch im gleichen Jahr gründete er zusammen mit seinem Bruder Shawn Bu die Raw Mind Pictures GmbH.
Im September 2017 erschien er im Video My First Video — Advice from Creators der YouTube-Geschäftsführerin Susan Wojcicki mit einem erfolgreichen Bottleflip auf einem Wandschrank.
Seit 2018 kooperiert Bam mit der Marke got2b und brachte sein eigenes Haarspray heraus. Im April desselben Jahres nahm er an der ProSieben-Show Beginner gegen Gewinner teil. Im selben Jahr eröffnete die Tanzschule Bamschool  in Köln, die ein Jahr später aufgrund zu hoher Kosten geschlossen wurde.
Im Dezember 2018 und Januar 2019 war Julien Bam neben Nikeata Thompson, Vartan Bassil und Dirk Heidemann Jurymitglied/Coach der TV-Show Masters of Dance, die auf ProSieben ausgestrahlt wurde. Bam sprach 2019 im Film Everest – Ein Yeti will hoch hinaus die deutsche Stimme von Jin. Außerdem lieh er Sonic the Hedgehog im gleichnamigen Kinofilm (2020) und dessen Fortsetzung (2022) seine Stimme als Synchronsprecher. Am 21. Dezember 2019 kündigte er an, künftig auf seinem Hauptkanal Julien Bam keine Videos mehr zu veröffentlichen. Zum Abschluss wurde eine Video-Trilogie angekündigt. Diese Trilogie wurde später zu mehreren Videoserien umkonzipiert, welche seit 2021 auf dem Hauptkanal veröffentlicht werden (Das letzte Märchen in Asozial (3 Teile, 2021), Der letzte Song aus der Bohne (3 Akte, 2022) und Der Mann im Mond (6 Akte, 2023–2024) sowie 4 Zwischenakte). Die letzten fünf Folgen der Serie Mann im Mond werden zusätzlich vorab auf Freevee veröffentlicht, dort sind zusätzlich die restlichen Folgen der Mann im Mond Reihe und alle Folgen der letzte Song aus der Bohne Reihe zu finden.
Von Dezember 2019 bis Juli 2021 war er auf dem Live-Streaming-Videoportal Twitch aktiv. Auf seinem YouTube-Kanal JUcktmichnicht, auf dem er im Januar 2020 das erste Video veröffentlicht hat, lud er täglich Highlights aus seinen Livestreams hoch. Inzwischen erscheinen dort Reaktionen und weitere Unterhaltungsvideos.
Am 17. Juli 2021 wurde die erste Folge von Hobbylos auf der Plattform Spotify hochgeladen. Dabei handelt es sich um einen Spotify Exclusive Podcast, in dem Julien Bam und Rezo über ihr Leben und die Ereignisse in der Social-Media-Welt sprechen.
Am 21. Oktober 2021 erschien die Netflix-Serie Life’s a Glitch unter der Regie seines Bruders Shawn Bu, in der Julien Bam sich selbst spielt.
Am 18. April 2022 wurden alle auf den YouTube-Kanälen Julien Bam, Bulien Jam sowie JUcktmichnicht hochgeladenen Videos durch einen Hackerangriff gelöscht, bis sie einige Tage später von YouTube wiederhergestellt wurden.

## Filmografie

### Als Synchronsprecher
- 2017: Ich – Einfach unverbesserlich 3 (als Roboter Clive) für Andy Nyman
- 2019: Everest – Ein Yeti will hoch hinaus (als Jin) für Tenzing Norgay Trainor
- 2020: Drachenreiter (als Lung) für Thomas Brodie-Sangster
- 2020: Sonic the Hedgehog (als Sonic the Hedgehog) für Ben Schwartz
- 2022: Sonic the Hedgehog 2 (als Sonic the Hedgehog) für Ben Schwartz
- 2022: Sonic und die Drohne (als Sonic the Hedgehog) für Ben Schwartz
- 2024: Knuckles (als Sonic the Hedgehog) für Ben Schwartz
- 2024: Sonic the Hedgehog 3 (als Sonic the Hedgehog) für Ben Schwartz

### Als Schauspieler, Regisseur, Drehbuchautor
- 2011: Da Capo (R)
- 2012: Eye of the Panda (R, D)
- 2012: With A Piece Of Chalk (R, D)
- 2013: Not Yet A Hero (R, D)
- 2014: The Messenger Game (S, R)
- 2020: How to Sell Drugs Online (Fast) (Folge 2x01) (S)
- 2021: Das letzte Märchen in Asozial (Kurzfilmreihe, 3 Teile) (S, R, D)
- 2021: Life’s a Glitch with Julien Bam (S, D)
- 2022: Der letzte Song aus der Bohne (Kurzfilmreihe, 3 Teile) (S, R, D)
- 2022: Der Letzte Song des Osterhasen (Kurzfilm) (S, R, D)
- 2022: Santa der Boss: Ein Sturm zieht auf (Kurzfilm) (S, R, D)
- 2023–2025: Der Mann im Mond (Kurzfilmreihe, 6 Teile) (S, R, D)
- 2024: Das Geheimnis der Zahnfee (Kurzfilm) (S, R, D)
- 2024: Der Sandmann und die Fieberdüne (Kurzfilm) (S, R, D)

## Diskografie
Julien Bams Diskografie beinhaltet offizielle Veröffentlichungen. Das Video zum Song Mach die Robbe ist mit über 40 Millionen Aufrufen sein momentan erfolgreichstes Video auf dem Kanal Julien Bam. Bunny Bars mit Elif und Jay-C konnte sich als erster Song von Bam in den offiziellen deutschen Singlecharts auf Platz 62 platzieren und blieb insgesamt drei Wochen in den Charts.
| Veröffentlichungsdatum | Titel                     | Hauptvideo                                     | Feat.                                                                       | YouTube (Aufrufe) | Spotify (Aufrufe) |
| ---------------------- | ------------------------- | ---------------------------------------------- | --------------------------------------------------------------------------- | ----------------- | ----------------- |
| 5. Feb. 2016           | Ai Ni                     |                                                | Jay Samuelz; samt EP „Say“                                                  | 5 Millionen       | —                 |
| 29. Nov. 2019          | Changes                   |                                                | -                                                                           | 7 Millionen       |                   |
| 25. Sep. 2018          | Mach die Robbe            |                                                |                                                                             | 53 Millionen      | 26 Millionen      |
| 24. Juni 2019          | Pool Song                 |                                                | Vincent Lee                                                                 | 17 Millionen      | 4 Millionen       |
| 30. Nov. 2018          | 30 Jahre                  | Artikel 13 Disstrack                           |                                                                             | 5 Millionen       | 1 Million         |
| 14. Dez. 2018          | Zahnfee                   |                                                | Julia Beautx                                                                | 17 Millionen      | 7 Millionen       |
| 24. Dez. 2018          | Santa der Boss            |                                                | EXSL95                                                                      | 12 Millionen      | 6 Millionen       |
| 15. März 2019          | Ready To Fight            | EPIC MIRROR DASH                               | AndrePlusPlus, Vincent Lee                                                  | 2 Millionen       | 1 Million         |
| 17. Apr. 2019          | Bruder muss los           | Märchen in Asozial                             | Joon Kim                                                                    | —                 | 10 Millionen      |
| 28. Juni 2019          | Allein zu Haus            | Märchen in Asozial 2                           | Joon Kim, Vincent Lee, AndrePlusPlus                                        | —                 | 8 Millionen       |
| 5. Juli 2019           | Steh mal auf              | Märchen in Asozial                             | Vincent Lee & AndrePlusPlus                                                 | —                 | 2 Millionen       |
| 12. Juli 2019          | Asozial 4 Life            |                                                | Vincent Lee, AndrePlusPlus, Curly                                           | —                 | 4 Millionen       |
| 19. Juli 2019          | Lost im Wald              | Märchen in Asozial                             | Joon Kim, Vincent Lee, AndrePlusPlus                                        | —                 | 2 Millionen       |
| 26. Juli 2019          | Wallah Habibi             | Märchen in Asozial 2                           | Kelly & Vincent Lee                                                         | —                 | 3 Millionen       |
| 2. Aug. 2019           | Nihao Madafakkel          | Märchen in Asozial 2                           | Joon Kim & Vincent Lee                                                      | —                 | 3 Millionen       |
| 9. Aug. 2019           | Dibbedy Dabbedy Dab       | Märchen in Asozial 3                           | Joon Kim & Vincent Lee                                                      | —                 | 2 Millionen       |
| 16. Aug. 2019          | Drop mir deinen Zopf      | Märchen in Asozial 2                           | Kelly, AndrePlusPlus, Vincent Lee                                           | —                 | 1 Million         |
| 23. Aug. 2019          | Unter der Matratze        | Märchen in Asozial 3                           | Vincent Lee & AndrePlusPlus                                                 | —                 | 2 Millionen       |
| 30. Aug. 2019          | Spieglein, Spieglein      | Märchen in Asozial                             | Kelly & Vincent Lee                                                         | —                 | 2 Millionen       |
| 6. Sep. 2019           | Yo Dicka!                 | Märchen in Asozial 3                           | Joon Kim, Kelly, AndrePlusPlus, Vincent Lee                                 | —                 | 2 Millionen       |
| 9. Nov. 2019           | Ja nein vielleicht        | Songs aus der Bohne 3                          | Vincent Lee                                                                 | —                 | 6 Millionen       |
| 18. Nov. 2019          | Ok Boomer                 | OK BOOMER                                      | Joon Kim & Vincent Lee                                                      | 5 Millionen       | 2 Millionen       |
| 15. Nov. 2019          | Baba in deiner Stadt      | Halloween in Asozial                           | Joon Kim & Vincent Lee                                                      | —                 | 2 Millionen       |
| 13. Dez. 2019          | Monsta Flow               | Halloween in Asozial                           | Joon Kim & Vincent Lee                                                      | —                 | 1 Million         |
| 27. Dez. 2019          | Könige der Nacht          | Halloween in Asozial                           | Vincent Lee                                                                 | —                 | 2 Millionen       |
| 20. Dez. 2019          | Bruder muss los (The End) | Meine letzten Worte auf diesem Kanal           | Joon Kim, Vincent Lee, AndrePlusPlus                                        | —                 | 1 Million         |
| 17. Jan. 2020          | Goldene Haut              | Märchen in Asozial 4                           | AndrePlusPlus, Vincent Lee                                                  | —                 | 2 Millionen       |
| 24. Jan. 2020          | Hans hat Glück            | Märchen in Asozial 4                           | Joon Kim & Vincent Lee                                                      | —                 | 4 Millionen       |
| 31. Jan. 2020          | Ey Geile!                 | Märchen in Asozial 3                           | Kelly & Vincent Lee                                                         | —                 | 1 Million         |
| 21. Feb. 2020          | Stella                    | Songs aus der Bohne                            | -                                                                           | —                 | 2 Millionen       |
| 28. Feb. 2020          | Atemnot                   | Songs aus der Bohne 2                          | Vincent Lee                                                                 | —                 | 2 Millionen       |
| 6. März 2020           | Alles in Petto            | Märchen in Asozial 4                           | Joon Kim                                                                    | —                 | 2 Millionen       |
| 3. Juli 2020           | Du bist ein Hund          | Wenn Tiere rappen würden                       | Vincent Lee                                                                 | —                 | 1 Million         |
| 10. Juli 2020          | Spring High               | Wenn Tiere rappen würden                       | Vincent Lee                                                                 | —                 |                   |
| 17. Juli 2020          | Amena                     | Märchen in Asozial 4                           | Joon Kim, Curly & Vincent Lee                                               | —                 | 1 Million         |
| 24. Juli 2020          | Tschuldigung              | Märchen in Asozial 4                           |                                                                             | —                 | 1 Million         |
| 31. Juli 2020          | Natürliche Impfung        | Songs aus der Bohne 3                          | Joon Kim                                                                    | —                 | 1 Million         |
| 7. Aug. 2020           | How much is the ticket?   | Songs aus der Bohne 2                          |                                                                             | —                 | 1 Million         |
| 28. Aug. 2020          | Poolsong 2.0              |                                                |                                                                             | 3 Millionen       | 1 Million         |
| 27. Nov. 2020          | Moskyrto: Tiere 2.0       |                                                | Stroppo                                                                     |                   |                   |
| 28. Nov. 2021          | Ausm Weg                  | Das letzte MÄRCHEN IN ASOZIAL (Part 1)         |                                                                             | —                 | 3 Millionen       |
| 28. Nov. 2021          | Hier im Dschungel         | Das letzte MÄRCHEN IN ASOZIAL (Part 1)         | Joon Kim                                                                    | —                 | 2 Millionen       |
| 11. Dez. 2021          | 3 Wünsche                 | Das letzte MÄRCHEN IN ASOZIAL (Part 2)         | Joon Kim                                                                    | —                 | 4 Millionen       |
| 11. Dez. 2021          | Gib her!                  | Das letzte MÄRCHEN IN ASOZIAL (Part 1)         | selfiesandra & CrispyRob                                                    | —                 | 2 Millionen       |
| 26. Dez. 2021          | Keta Pan                  | Das letzte MÄRCHEN IN ASOZIAL (Part 3)         | Funda Demirezen                                                             | —                 | 1 Million         |
| 26. Dez. 2021          | Piraten Style             | Das letzte MÄRCHEN IN ASOZIAL (Part 3)         | Joon Kim; #14 der deutschen Single-Trend-Charts am 7. Januar 2022           | —                 | 11 Millionen      |
| 19. Feb. 2022          | Piraten Style 2.0         |                                                | Joon Kim & GReeeN                                                           | 2 Millionen       | 4 Millionen       |
| 26. Feb. 2022          | Du rauchst?               | Das letzte MÄRCHEN IN ASOZIAL (Part 1)         | Joon Kim                                                                    | —                 | 1 Million         |
| 5. März 2022           | Hoes aus der Lobby        |                                                |                                                                             | 1 Million         | 4 Millionen       |
| 12. März 2022          | Der junge Captain Fook    | Das letzte MÄRCHEN IN ASOZIAL (Part 3)         |                                                                             | —                 | 1 Million         |
| 19. März 2022          | Komm Höhle                | Das letzte MÄRCHEN IN ASOZIAL (Part 2)         | Sascha Hellinger                                                            | —                 | 1 Million         |
| 26. März 2022          | Deutsche Pass             | Das letzte MÄRCHEN IN ASOZIAL (Part 2)         | Kelly                                                                       | —                 |                   |
| 2. Apr. 2022           | Lost Boys                 | Das letzte MÄRCHEN IN ASOZIAL (Part 3)         | Stroppo, Kelly                                                              | —                 | 1 Million         |
| 4. Juni 2022           | TORNADO SONG              | Der letzte SONG AUS DER BOHNE (Akt 1)          | Joon Kim (als Dirty Mojito & Slick Margarita)                               | 3 Millionen       | 5 Millionen       |
| 11. Juni 2022          | COOL & FRESH              | Der letzte SONG AUS DER BOHNE (Akt 1)          | Julia Beautx (als Julia BadX)                                               | 9 Millionen       | 13 Millionen      |
| 18. Juni 2022          | Willkommen auf dem Planet | Der letzte SONG AUS DER BOHNE (Akt 1)          | Rezo, Julia Beautx, Joon Kim                                                | —                 | 4 Millionen       |
| 25. Juni 2022          | Aua!                      | Der letzte SONG AUS DER BOHNE (Akt 2)          |                                                                             | 2 Millionen       | 2 Millionen       |
| 28. Mai 2022           | Beichte                   | Der letzte SONG AUS DER BOHNE (Akt 2)          |                                                                             | 4 Millionen       | 11 Millionen      |
| 6. Aug. 2022           | Hey du                    | Der letzte SONG AUS DER BOHNE (Akt 2)          | Joon Kim (als Jua Lipa & Joon Baby)                                         | 1 Million         | 2 Millionen       |
| 3. Sep. 2022           | Bunny Bars                | Der letzte Song des Osterhasen                 | Elif & Jay-C; Platz 62 der deutschen Singlecharts                           | —                 | 16 Millionen      |
| 17. Sep. 2022          | Anxiety                   | Der letzte SONG AUS DER BOHNE (Akt 3)          |                                                                             | —                 | 5 Millionen       |
| 24. Sep. 2022          | Ich bin ein Auto          | Der letzte SONG AUS DER BOHNE (Akt 3)          | Joon Kim                                                                    | 2 Millionen       | 4 Millionen       |
| 1. Okt. 2022           | Geisha                    | Der letzte SONG AUS DER BOHNE (Akt 3)          |                                                                             | 1 Million         | 1 Million         |
| 5. Nov. 2022           | Zu wenig Zeit             | Der letzte SONG AUS DER BOHNE (Akt 3)          | Joon Kim                                                                    | 2 Millionen       | 4 Millionen       |
| 12. Nov. 2022          | Der Maskenboss            | Der letzte SONG AUS DER BOHNE (Akt 3)          | GReeeN                                                                      | 3 Millionen       | 7 Millionen       |
| 23. Dez. 2022          | Merry X (Santa der Boss)  | SANTA der BOSS: Ein Sturm zieht auf (+Song)    | Mark Forster                                                                | —                 | 6 Millionen       |
| 13. Mai 2023           | Der Sandmann              |                                                | Dagi Bee                                                                    | —                 | 2 Millionen       |
| 19. Aug. 2023          | Tut uns leid              | Der Mann im Mond – Akt 1 (Songs aus der Bohne) | #16 der deutschen Single-Trend-Charts am 1. September 2023                  | 2 Millionen       | 7 Millionen       |
| 2. Sep. 2023           | Nie genug geliebt         | Der Mann im Mond – Akt 1 (Songs aus der Bohne) | Julia Beautx; #20 der deutschen Single-Trend-Charts am 8. September 2023    | 3 Millionen       | 6 Millionen       |
| 9. Sep. 2023           | Ich weiß nicht            | Der Mann im Mond – Akt 1 (Songs aus der Bohne) | Money Boy                                                                   | 1 Million         | 2 Millionen       |
| 23. Sep. 2023          | Eternal Bros              | Der Mann im Mond – Akt 2 (Songs aus der Bohne) | Joon Kim                                                                    | 1 Million         | 3 Millionen       |
| 7. Okt. 2023           | This is a Matschipü       | Der Mann im Mond – Akt 2 (Songs aus der Bohne) | Joon Kim (als Wabou)                                                        |                   |                   |
| 14. Okt. 2023          | Billiardär                | Der Mann im Mond – Akt 2 (Songs aus der Bohne) | Knossi                                                                      | 3 Million         | 3 Millionen       |
| 10. Nov. 2023          | Hdgdl                     | Der Mann im Mond – Akt 3 (Songs aus der Bohne) | Joon Kim                                                                    | 1 Million         | 4 Millionen       |
| 18. Nov. 2023          | Aachenjung                | Der Mann im Mond – Akt 3 (Songs aus der Bohne) |                                                                             |                   | 1 Million         |
| 25. Nov. 2023          | Evolution                 | Der Mann im Mond – Akt 3 (Songs aus der Bohne) | Funda Demirezen (als Lovebot, Bam als Jerky)                                | 1 Million         | 1 Million         |
| 9. Dez. 2023           | War nur ein Prank         | Der Mann im Mond – Akt 3 (Songs aus der Bohne) | Joon Kim & Stroppo                                                          | —                 |                   |
| 31. Aug. 2024          | Opus Dens (Zahnfee)       | Das GEHEIMNIS der ZAHNFEE                      | Georgia Cavallo; #18 der deutschen Single-Trend-Charts am 6. September 2024 | —                 | 3 Millionen       |
| 21. Sep. 2024          | Irish Goodbye             | Der Mann im Mond – Akt 4 (Songs aus der Bohne) |                                                                             |                   |                   |
| 28. Sep. 2024          | Monster                   | Der Mann im Mond – Akt 4 (Songs aus der Bohne) | Julia Beautx                                                                |                   |                   |
| 5. Okt. 2024           | Push mal dein Mindset     | Der Mann im Mond – Akt 4 (Songs aus der Bohne) | Joon Kim & Funda Demirezen                                                  |                   |                   |
| 19. Okt. 2024          | Lost in Timeline          | Der Mann im Mond - Akt 5 (Songs aus der Bohne) |                                                                             | —                 |                   |
| 26. Okt. 2024          | Heute Nacht               | Der Mann im Mond - Akt 5 (Songs aus der Bohne) | Joon Kim                                                                    |                   |                   |
| 23. Nov. 2024          | Fieber Flow               | Der Sandmann und die Fieberdüne                | Mahluna                                                                     |                   |                   |
| 15. März 2025          | Ist Ok.                   | Der Mann im Mond – Das Finale                  | Joon Kim                                                                    |                   |                   |
| 22. März 2025          | Vertrau Babe              | Der Mann im Mond – Das Finale                  |                                                                             |                   |                   |
| 29. März 2025          | Adios                     | Der Mann im Mond – Das Finale                  | Joon Kim                                                                    |                   |                   |

### Weitere musikalische Werke
Zu seinen Songs gehören auch mehrere Musikvideo-Specials in seiner Serie HeyJu. Dazu zählt auch ein 2015 erschienenes FAQ-Video, welches er zusammen mit Lena Meyer-Landrut in Form eines Liedes veröffentlichte, da er von seinen Fans gefragt wurde, ob er ein Video mit ihr aufnehmen könne.
Parallel dazu veröffentlicht Bam verschiedene Coverversionen sowie Parodien von Liedern. Die Parodie des Liedes Everyday Saturday (2016) des Youtubers ApoRed ist mit über 30 Millionen Aufrufen seine erfolgreichste Parodie.
- 2013: Ardys Eimer
- 13.06.2013: Lemon Fool
- 31.01.2014: Sometimes
- 18.12.2014: Xmasgang Song (feat. Shirin David, Cheng Loew, Dimitri Koslowski und Vincent Lee)
- 07.12.2014: Fly me to the Moon (Cover)
- 27.03.2015: Hound Dog - (Cover)
- 2015: #HeyJu (feat. CrispyRob & Vincent Lee)
- 2016: PPAP Pen Pineapple Apple Pen in 15 Styles  - [wurde entfernt]
- 12.02.2016: MUSIKVIDEO feat. LENA MEYER LANDRUT (HeyJu-Special)
- 07.05.2016: Everyday Saturday (Parodie)
- 11.06.2016: MUSIKVIDEO feat. THE ROCK & KEVIN HART (HeyJu-Special)
- 24.06.2016: Mein Disstrack (Roast Yourself Challenge)
- 13.08.2016: JUSTIN BIEBER - LET ME LOVE YOU (Parodie)
- 04.11.2016: SONGS in REAL LIFE (Part: 1)
- 24.12.2016: Santa ist der Boss
- 27.01.2017: SONGS in REAL LIFE (Part: 2)
- 17.02.2017: 17 ARTEN von RAPPERN
- 07.04.2017: Jason Derulo in 10 STYLES
- 14.04.2017: Der Osterhase
- 06.05.2017: SONGS in REAL LIFE (Part: 3)
- 13.05.2017: „HOW IT IS (Wap Bap)“ - Bibi H. in 10 STYLES
- 16.06.2017: 18 ARTEN von RAPPERN
- 19.08.2017: SONGS in REAL LIFE (Part: 4)
- 29.09.2017: Disstrack gegen Bulien
- 29.09.2017: Disstrack gegen Julien Bam
- 04.11.2017: SONGS in REAL LIFE (Part: 5)
- 02.12.2017: LAST CHRISTMAS in 10 STYLES
- 23.12.2017: Santa bleibt der Boss
- 03.02.2018: Nico Santos – Rooftop (Musikvideo Parodie)
- 2018: Der Sandmann (feat. Dagi Bee) - [wurde entfernt]
- 04.05.2018: Sandmann Disstrack
- 31.08.2018: Catfish (feat. Bodyformus)
- 14.10.2018: Meine Ex-Freundin
- 12.01.2019: Nackte Jahresvorsätze 2019
- 08.02.2019: LEGO MOVIE 2 in 7 STYLES

## Auszeichnungen

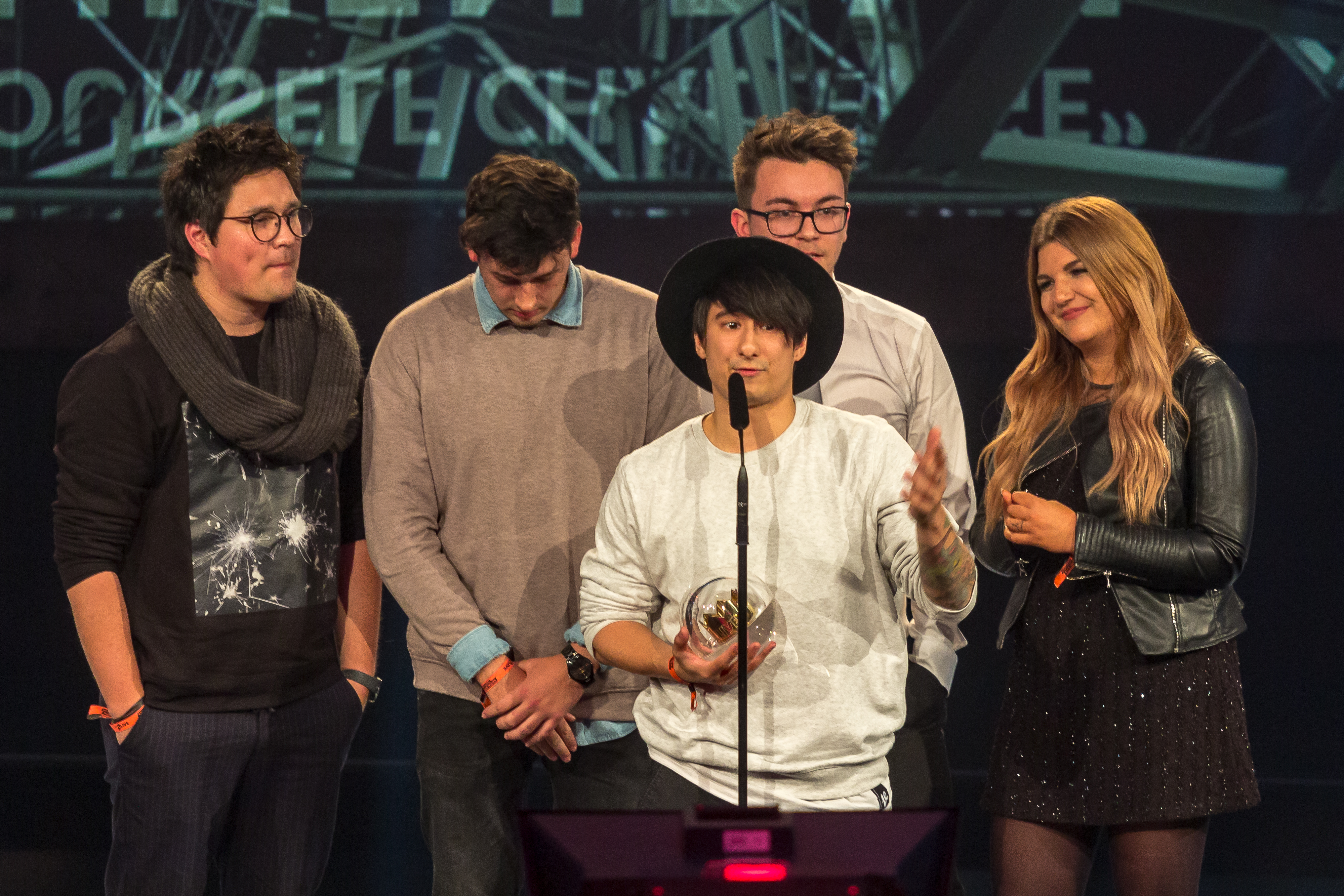
1LIVE Krone 2016: Julien Bam mit Team (von links: Vincent Lee, Crispy Rob, Julien Bam, Jimmy, Annika Schulz)

| Jahr | Auszeichnung                    | Kategorie                                                | Werk                                      | Ergebnis  | Ref.   |
| ---- | ------------------------------- | -------------------------------------------------------- | ----------------------------------------- | --------- | ------ |
| 2015 | Bravo Otto                      | Social-Media-Star                                        |                                           | Gewonnen  | [ 38 ] |
| 2015 | 1 Live Krone                    | Video-Krone                                              | Most Epic Dance-Moves                     | Gewonnen  | [ 39 ] |
| 2016 | Nickelodeon Kids’ Choice Awards | Lieblings-Videoblogger: Deutschland, Österreich, Schweiz |                                           | Nominiert | [ 40 ] |
| 2016 | Webvideopreis                   | Person Of The Year – Male                                |                                           | Gewonnen  | [ 41 ] |
| 2016 | 1 Live Krone                    | Video-Krone                                              | MEIN DISSTRACK (Roast Yourself Challenge) | Gewonnen  | [ 42 ] |
| 2017 | Nickelodeon Kids’ Choice Awards | Lieblings-Vlogger: Deutschland, Österreich, Schweiz      |                                           | Nominiert | [ 43 ] |
| 2017 | Goldene Kamera Digital Award    | #Channel                                                 |                                           | Nominiert | [ 44 ] |
| 2017 | Goldene Kamera Digital Award    | #ViralerClip                                             | PPAP Pen Pineapple Apple Pen in 15 Styles | Nominiert |        |
| 2017 | Webvideopreis                   | Interactive                                              | ICH WURDE GEHACKT!                        | Gewonnen  | [ 45 ] |
| 2017 | Webvideopreis                   | Community                                                | UNS (2.000.000 – Special)                 | Gewonnen  | [ 45 ] |
| 2017 | Webvideopreis                   | Social Influencer Campaign                               | Snapchat-Kampagne für Fanta               | Gewonnen  | [ 45 ] |
| 2018 | About You Awards                | YouTube                                                  |                                           | Nominiert | [ 46 ] |
| 2018 | Webvideopreis                   |                                                          | 4 Mio Abonnenten-Special                  | Gewonnen  | [ 47 ] |
| 2018 | Nickelodeon Kids’ Choice Awards | Lieblings-„Big Kid“                                      |                                           | Gewonnen  |        |
| 2019 | Nickelodeon Kids’ Choice Awards | Lieblings-Ohrwurm: Deutschland, Österreich, Schweiz      |                                           | Gewonnen  |        |
| 2020 | Nickelodeon Kids’ Choice Awards | Lieblings-„Big Kid“                                      |                                           | Gewonnen  |        |
| 2022 | Deutscher Podcast Preis         | Publikumspreis Comedy                                    | Podcast „Hobbylos“                        | Gewonnen  | [ 48 ] |
| 2023 | Deutscher Podcast Preis         | Publikumspreis Comedy                                    | Podcast „Hobbylos“                        | Gewonnen  | [ 49 ] |

## Formate auf YouTube
- Songs in Real Life
- Hey Ju
- Santa, Osterhase, Sandmann, Zahnfee
- Märchen in Asozial
- Ehrenmänner of the Galaxy
- Songs aus der Bohne
- Der Mann im Mond